# Tara Hills
Tara Hills és una concentració de població designada pel cens dels Estats Units a l'estat de Califòrnia. Segons el cens del 2000 tenia 5.332 habitants.

## Demografia
Segons el cens del 2000, Tara Hills tenia 5.332 habitants, 1.792 habitatges, i 1.370 famílies. La densitat de població era de 2.639,4 habitants/km².
Dels 1.792 habitatges en un 35,5% hi vivien nens de menys de 18 anys, en un 57,4% hi vivien parelles casades, en un 12,7% dones solteres, i en un 23,5% no eren unitats familiars. En el 17,9% dels habitatges hi vivien persones soles el 5% de les quals corresponia a persones de 65 anys o més que vivien soles. El nombre mitjà de persones vivint en cada habitatge era de 2,96 i el nombre mitjà de persones que vivien en cada família era de 3,34.
Per edats la població es repartia de la següent manera: un 26,1% tenia menys de 18 anys, un 8,6% entre 18 i 24, un 31,2% entre 25 i 44, un 23,2% de 45 a 60 i un 11% 65 anys o més.
L'edat mediana era de 36 anys. Per cada 100 dones de 18 o més anys hi havia 94,5 homes.
La renda mediana per habitatge era de 56.380 $ i la renda mediana per família de 60.774 $. Els homes tenien una renda mediana de 41.090 $ mentre que les dones 32.500 $. La renda per capita de la població era de 22.946 $. Entorn del 2,7% de les famílies i el 5,2% de la població estaven per davall del llindar de pobresa.

## Poblacions properes
El següent diagrama mostra les poblacions més properes.